# Grube Maybach
Die Grube Maybach ist ein ehemaliges Steinkohlebergwerk im Ortsteil Maybach im saarländischen Friedrichsthal.

## Geschichte
In den Jahren 1873 und 1874 entstand im Westen Friedrichsthals die neue Grube Trenkelbach: In dieser Zeit wurden die Schächte I (später Schacht Marie) und II (später Schacht Albert) abgeteuft. Schacht III (Schacht Frieda) folgte 1901, nachdem seit 1897 Vorarbeiten gelaufen waren. Der Ostschacht (Margaretenschacht) wurde ab 1890 abgeteuft. 1882 wurde die Grube nach dem damaligen preußischen Minister für öffentliche Arbeiten Albert von Maybach benannt. Ab 1884 entstanden Arbeiter- und Beamtenhäuser, um 1900 die Schule und die vier großen Schlafhäuser, so entstand der heutige Ortsteil Maybach.
Durch die Übernahme der beiden stillgelegten Gruben Helene in Friedrichsthal (1930) und Altenwald (1935) gehörte die Grube Maybach mit 18 Schächten in den 1930er Jahren zu den wichtigsten Abbaustandorten im Saarrevier. Die Kokerei der Grube Altenwald wurde nach dem Zusammenschluss erhalten und von Maybach aus mit einer Seilbahn beliefert. Nach dem Zweiten Weltkrieg wurde auch die Sulzbacher Grube Mellin angeschlossen. So arbeiteten 1951 6.700 Menschen in der Grube und es wurden 6.300 t/Tag gefördert.
1959 und 1960 wurde die Förderanlage des Schachts Frieda als moderner Betonförderturm neu erbaut. Anfang der 1960er Jahre arbeiteten noch rund 4.300 Bergleute und förderten 3000 Tonnen Steinkohle. 1964 wurde die Grube stillgelegt und noch bis 1981 zum Materialtransport und zur Seilfahrt genutzt. Der Förderturm Frieda wurde 1986 gesprengt. Das Abbaufeld wurde der Grube Reden zugeteilt.

## Unfälle
Am 25. Oktober 1930 kam es zu einem schweren Grubenunglück. Bei einer Schlagwetterexplosion kamen 98 Bergleute ums Leben.

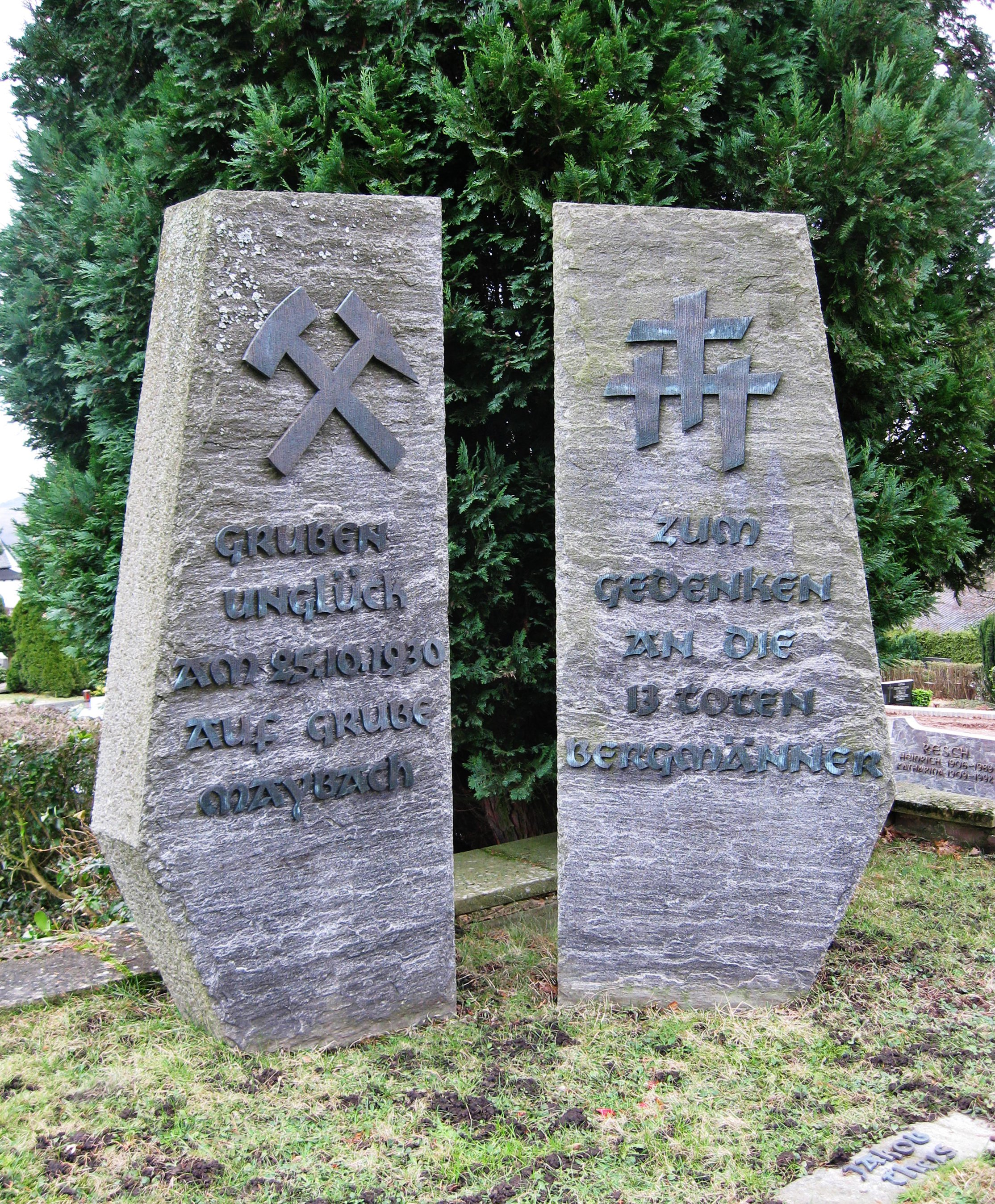
Gedenkstein auf dem Friedhof in Quierschied

## Aktuelle Nutzung

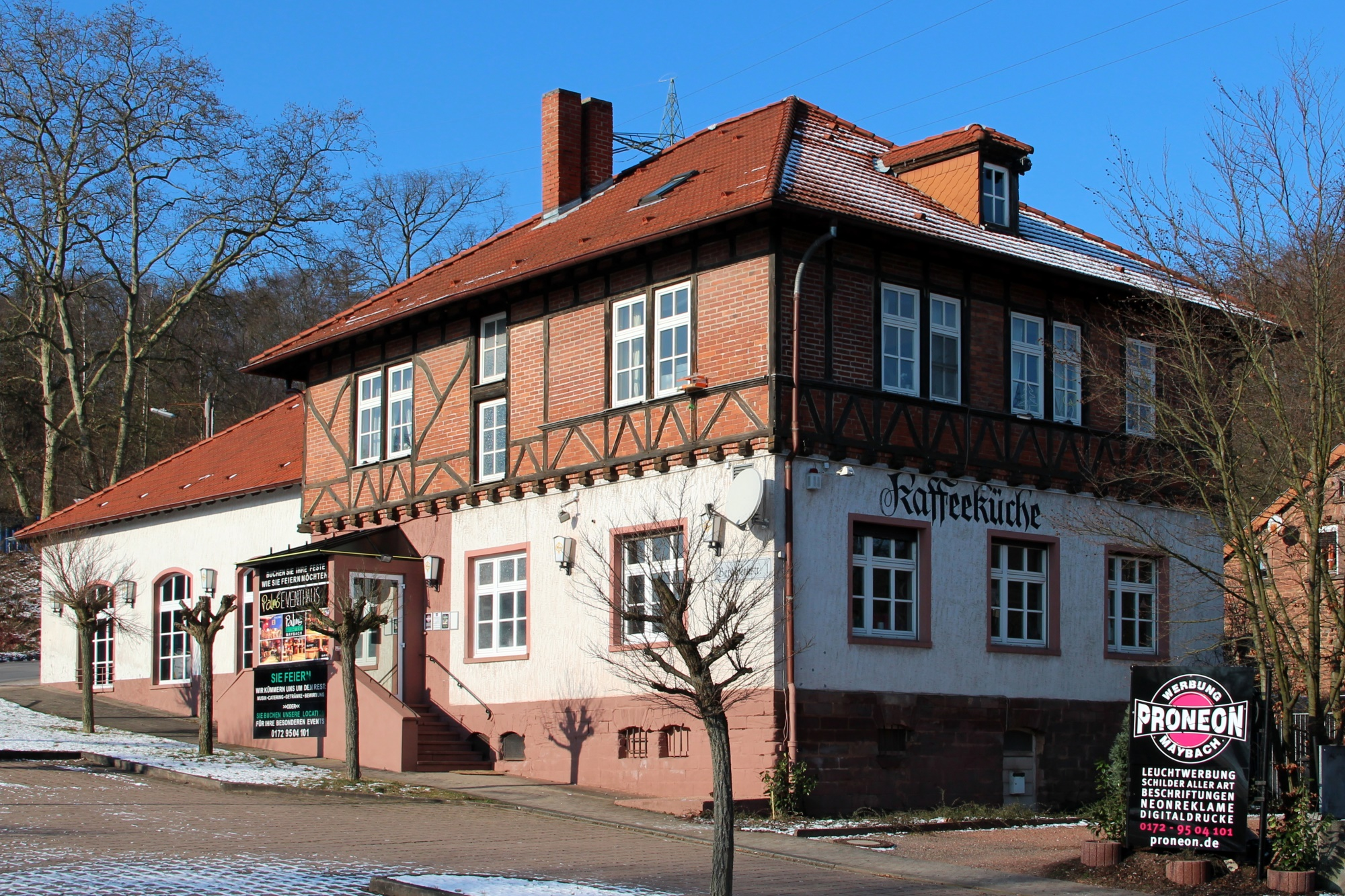
Ehemalige Kaffeeküche der Grube Maybach

Von der einstigen Grube sind unter Denkmalschutz stehende Fördermaschinenhäuser und Fördermaschinen der ersten drei Schächte erhalten. Die ehemalige Kaffeeküche mit Konsumladen von 1897 wird heute wieder als Gaststätte genutzt. Die historische Kaffeeküche und die ehemalige Schule sind die letzten ihrer Art im saarländischen Bergbau. Auch vom ehemaligen Ostschacht sind einige Gebäude erhalten. Das Gelände der Grube wurde zum Gewerbegebiet umgenutzt, hier befinden sich mittelständische Betriebe, aber auch ein Logistikzentrum von Lidl.